# Sinophorus curvatus
Sinophorus curvatus là một loài tò vò trong họ Ichneumonidae.